# Det är en ros utsprungen
Det är en ros utsprungen, även kallad Praetorii Psalm, är en julpsalm vars text ursprungligen är skriven på tyska och då bär titeln Es ist ein Ros entsprungen.

## Historia

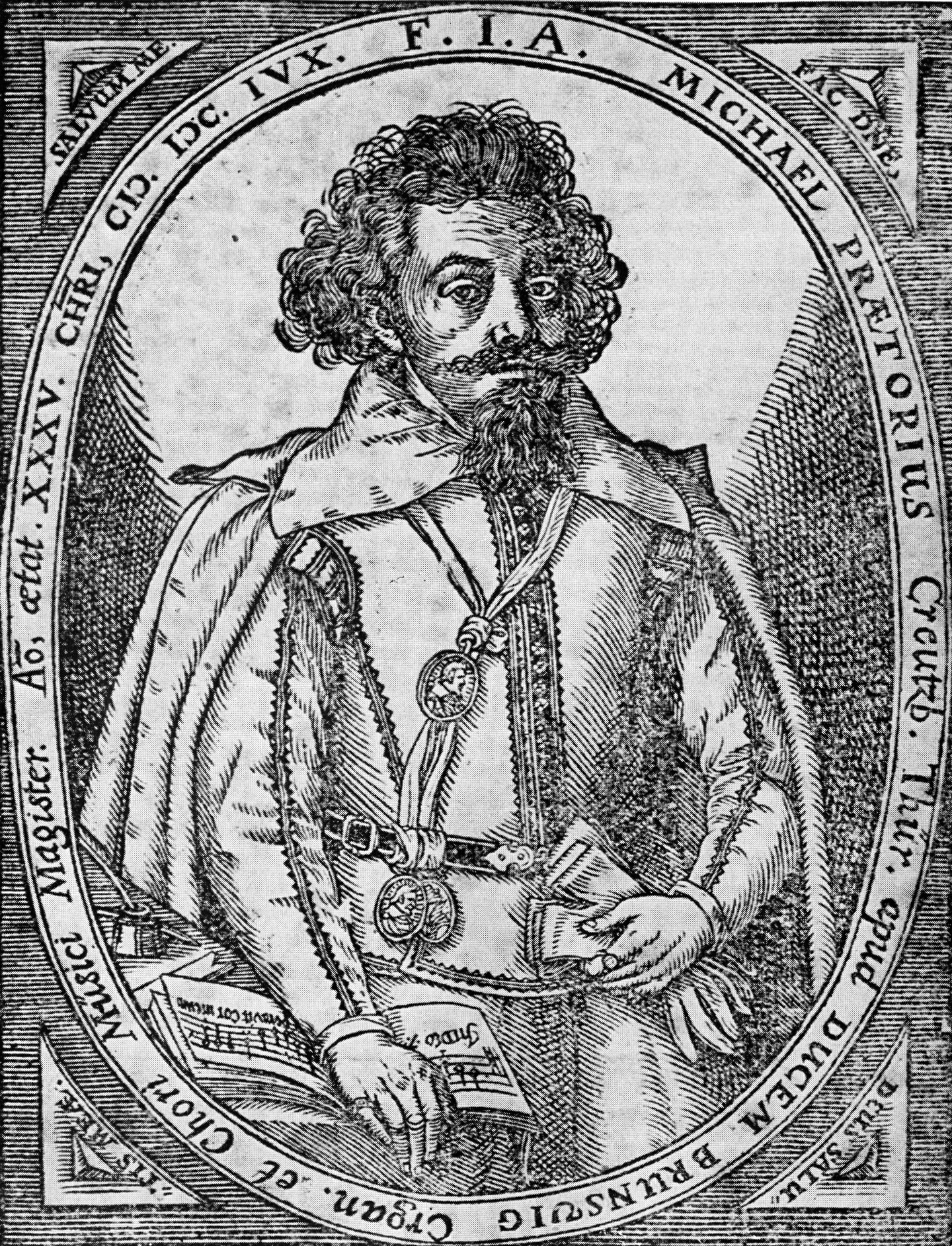
Michael Praetorius

Sången publicerades första gången 1582 (eller 1588, omtvistat) i Gebetbuchlein des Frater Conradus då som en 19 strofer lång katolsk hymn med fokus på Jungfru Maria. Troligtvis har den sitt ursprung i Trier där en munk på julafton skall sett en blommande ros på en promenad i skogen. Denna tog han sedan med sig till kyrkan och placerade i en vas på altaret bredvid jungfru Maria. Melodin är troligen en tysk visa från 1400-talet, dock pekar vissa källor på att den skulle vara ända från 1300-talet. Sången har sedan publicerats med 23 verser i Alte Catholische Geistliche Kirchengeseng, Köln år 1599, i Speirschen Gesangbuch, Köln år 1600 samt med sex strofer Catholische Geistliche Gesange år 1608. 
År 1609 gjorde protestanten Michael Praetorius sitt arrangemang av sången vilket i dag är det mest kända. Han bytte även ut jungfru Maria mot Jesus i texten. Denna version publicerade Praetorius i sin Musae Sioniae samma år. Sex år senare gjorde Melchior Vulpius en egen version vilken dock inte blivit lika känd. Friedrich Layritz lade år 1844 till ytterligare tre strofer. Drygt trehundra år efter den första publicering använde Johannes Brahms 1894 melodin i sitt orgelpreludium Es ist ein Ros' entsprungen (Op. 122, nr. 8). Denna version arrangerades för orkester av Erich Leinsdorf, då med den engelska titeln There is a rose in flower.

## På andra språk

### Danska
Den danska inledningen lyder En rose saa jeg skyde. Den tredje versen översattes 1844 av Friedrich Layritz medan verserna 1-2 översattes av Thomas Linnemann Laub 1920. En mindre bearbetning genomfördes 1935 av Uffe Hansen. 

### Engelska
Den engelska versionen heter Lo, how a rose e'er blooming och den mest kända översättningen gjordes av Theodore Baker(1851-1934). Den senaste översättningen finns i The Oxford Book of Carols som kom 1992. 

### Norska
Den mest sjungna versionen i Norge är den nynorska Det hev ei rose sprunge översatt av Peter Hognestad någon gång mellan år 1919 och 1921. De första fyra verserna är översatta från originalet medan en av verserna är Friedrich Layrizs. Det hev ei rose sprunge finns med i Norsk Salmebok som nummer 38. På bokmål heter sången En rose er utsprunget.

### Svenska
Den första, andra och fjärde versen kommer från den katolska versionen, den tredje är författad av en okänd tysk psalmförfattare. Den svenska översättningen är utförd av Thekla Knös år 1867 och publicerades i den svenska psalmboken 1921 dock utelämnades namnen på originalförfattare och översättare. I 1937 års Psalmbok har den nr 51 och vid publiceringen i 1986 års Psalmbok fick den nr 113. 1987 gjorde Jan Sandström ett körarrangemang på psalmen vilket blev hans stora genombrott som tonsättare.

### Finska
På finska förekommer flera olika översättingar. Den mest kända texten inleds texten med ord "On ruusu Iisain juuren". Psalmen finns i Svenska kyrkas finska psalmbok, Ruotsin kirkon virsikirja nr 113. Den är i Finlands evangelisk-lutherska kyrkas finska psalmbok, Virsikirja psalm nr. 23 med översätting av  Nestor Järvinen 1871, förnyad av Anna-Maija Raittila 1979.

### Andra språk
Sången finns även på ett flertal andra språk. Den holländska versionen översattes av Jan Wit och heter Er is een roos ontloken och finns publicerad i Liedboek voor de Kerken. 

## Publiceringar
- Samlingstoner 1919 som nr 7 under rubriken "Samlingssånger".
- Svenska Missionsförbundets sångbok 1920 som nr 63 under rubriken "Jesu person"
- Nya psalmer 1921 som nr 514 under rubriken "Kyrkans högtider: Jul".
- Svenska Frälsningsarméns sångbok 1922 som nr 30 under rubriken "Högtider, Jul".
- Svensk söndagsskolsångbok 1929 som nr 43 under rubriken "Advents- och julsånger"
- Frälsningsarméns sångbok 1929 som nr 535 under rubriken "Högtider och särskilda tillfällen - Jul"
- Musik till Frälsningsarméns sångbok 1930 som nr 535
- Segertoner 1930 som nr 154
- Sionstoner 1935 som nr 164 under rubriken "Jul".
- 1937 års psalmbok som nr 51 under rubriken "Jul".
- Förbundstoner 1957 som nr 40 under rubriken "Guds uppenbarelse i Kristus: Jesu födelse".
- Segertoner 1960 som nr 154
- Frälsningsarméns sångbok 1968 som nr 588 under rubriken "Högtider - Jul"
- Sionstoner 1972 som nr 110
- Nr 113 i den ekumeniska delen av den svenska psalmboken (dvs psalm 1-325 i Den svenska psalmboken 1986, Cecilia 1986, Psalmer och Sånger 1987, Segertoner 1988 och Frälsningsarméns sångbok 1990) under rubriken "Jul".
- Finlandssvenska psalmboken 1986 som nr 21 under rubriken "Jul".
- Lova Herren 1988 som nr 96 under rubriken "Jul".
- Julens önskesångbok, 1997, under rubriken "Traditionella julsånger", tåv melodier från 1300-talet.
- 2013 års Cecilia-psalmbok som nr 233 under rubriken "Jul"

## Inspelningar
Av psalmen har gjorts ett flertal inspelningar. Urval följer nedan:

### Körversioner
- Radiokören med Gustaf Sjökvist, 1990
- Adolf Fredriks musikklasser och Håkan Hagegård, 1989
- Uppsala Musikklasser, 1997
- The Real Group, 1997
- Oslo Gospel Choir och Tommy Körberg, 2000
- Uddevalla kammarkör
- Piteå Kammarkör
- Johanna Grüssner, flerstämmigt, i arrangemang av Mika Pohjola på Svenska psalmer - Swedish Hymns, 2013

### Solo
- Bruno Wintzell
- Anita Lindblom (albumet Jul med tradition, 1975)[2]
- Björn Hedström

### Instrumental
- Jan Schaffer, Björn J:son Lindh och Leif Strand

### Övrigt
- En cover i reggaetappning har även gjorts av Stockholmsgruppen Ital Skurk.